# Ozyptila sincera
Ozyptila sincera es una especie de araña cangrejo del género Ozyptila, familia Thomisidae.

## Distribución
Esta especie se encuentra en Rusia (de Europa al Lejano Oriente), Corea y Japón.